# Det sorte får
Det sorte får er en dansk kortfilm fra 2012 med instruktion og manuskript af Søren Grinderslev Hansen.

## Handling
Robert lever et dobbeltliv. I det ene liv er han en succesfuld forretningsmand med hus, stationcar, kone og en dejlig datter. I det andet liv holder han sin storebror Magnus indespærret i et hus på landet. Spørgsmålet er bare, om blodets bånd er stærkt nok, hvis det lækker i den ene ende.

## Medvirkende
- Caspar Phillipson - Magnus
- Morten Hemmingsen - Robert
- Alberte Wanting - Tea
- Maria Rossing - Claudia